# Dagsvers
En dagsvers är en dikt som anknyter till aktuella händelser eller ting. Den publiceras ofta i en tidning.
Dagsversen är en rimmad vers, vanligen med tillhörande teckning, som kommenterar aktualiteter på ett humoristiskt eller satiriskt sätt. Dagsverser var förr ett vanligt inslag på lätta sidan i dagstidningar.

## Kända dagsverspoeter
- Jacob Branting
- Stig Dagerman
- Hans Dahlman
- Tage Danielsson
- Henrik Ekman (Rune Runeman i Rimforsa)
- Victor Estby
- Hans Fällman (Hansch)
- Piet Hein (Kumbel)
- Alf Henrikson (Henrik, H)
- Mats Holmberg
- Bertil Langegård
- Lasse Lidén (LL)
- Caj Lundgren (Kajenn)
- Gertie Lux
- Mats Nörklit
- Lotta Olsson (författare)
- Jacke Sjödin
- Nicke Sjödin
- Benedict Zilliacus (Bez)
- Lars Nordlander